# El Kiosco
El Kiosco är en ort i Mexiko.   Den ligger i kommunen Zinacantepec och delstaten Mexiko, i den sydöstra delen av landet, 70 km väster om huvudstaden Mexico City. El Kiosco ligger 3 017 meter över havet och antalet invånare är 192.
Terrängen runt El Kiosco är kuperad åt sydväst, men åt nordost är den platt. Runt El Kiosco är det tätbefolkat, med 493 invånare per kvadratkilometer. Närmaste större samhälle är Toluca, 17,7 km öster om El Kiosco. Trakten runt El Kiosco består till största delen av jordbruksmark.